# Cyrtandra halawensis
Cyrtandra halawensis är en tvåhjärtbladig växtart som beskrevs av Joseph Rock. Cyrtandra halawensis ingår i släktet Cyrtandra och familjen Gesneriaceae. Inga underarter finns listade i Catalogue of Life.